# Le Rémouleur (Malevitch)
Ne doit pas être confondu avec Le Rémouleur (Goya).
Le Rémouleur (en russe : Точильщик) est un tableau cubo-futuriste du peintre russe Kasimir Malevitch, peint en 1912 (selon d'autres sources en 1913).

## Descriptif
La base de la composition est une roue que Malevitch veut voir tourner et le rémouleur qu'il veut voir se tortiller. Le tableau montre clairement l'influence du futurisme italien, avec sa multiplication des doigts qui appliquent le couteau sur la roue et la pression répétée du pied sur la pédale de lancement de la roue. Il s'agit de la juxtaposition répétitive dans le temps des différents stades qui composent un mouvement.
La coloration est de type acier gris-bleu. Le contraste est assombri par des taches de couleur rouille. Au verso de l'œuvre est indiquée en russe la mention : « principe de scintillement » (ou de scintillation). La toile est saturée de plans géométriques multicolores qui répètent de manière irrégulière les mouvements du corps et de la machine. Dans cette œuvre se reflètent les leçons du pointillisme et de la mosaïque byzantine, cette mosaïque qui, selon Benedikt Livchits, « contient en elle toutes les propriétés du pointillé, jusqu'à, et y compris la vibration de la lumière que l'on obtient au moyen de plaques d'or ».
Selon Camilla Gray, le tableau de Malevitch est un exemple magnifique pour sa proximité du style italien futuriste. Toutefois, le peintre n'essaye pas de traduire la notion de vitesse mais les mouvements dans le temps et l'espace selon différents points de vue. La machine n'est pas idéalisée et ne domine pas l'homme non plus.
Les figures du rémouleur et de la machine sont déformées et serrées dans l'étroitesse du cadre. On sent l'homme ainsi contraint d'inventer des gestes nouveaux. Mais il reste le maître de la machine. Celle-ci est une force libératrice le délivrant de la tyrannie de la nature . C'est une vision qui est semblable à celle du futur régime bolchévique.

## Signification futuriste
Le Rémouleur figure parmi les œuvres qualifiées de futuristes dont l'inspiration s'inspire le plus du futurisme italien. Ces œuvres restent plutôt isolées chez Michel Larionov, Natalia Gontcharova, Olga Rozanova. L'union de l'énergie du futurisme et du cubisme réalisera le cubo-futurisme et annonce le suprématisme de Malevitch.
Le Rémouleur est considéré comme l'une des toiles les plus significatives de Malevitch dans le style cubo-futuriste et dans la production cubo-futuriste russe.

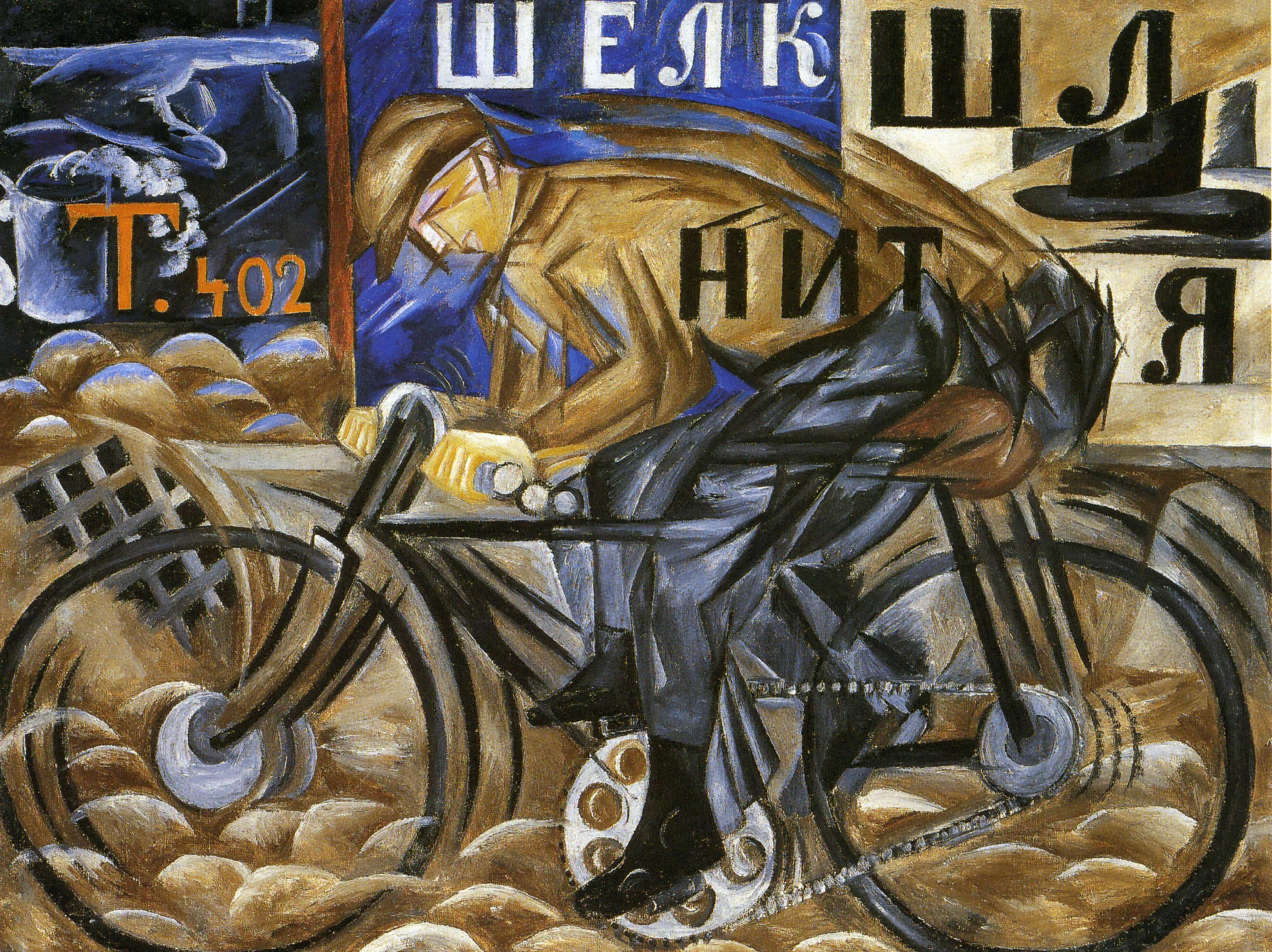
Natalia Goncharova, 1913, Le Cycliste, huile sur toile, musée Russe à Saint-Pétersbourg.

## Histoire
Le Rémouleur est peint par Malevitch en 1912. Dans les années 1920, il envoie ce tableau à la « Première Exposition russe » (qui se déroule au début à Berlin, et ensuite à Amsterdam). Le tableau est acheté par une artiste new-yorkaise, Katherine Dreier et part aux États-Unis. En 1941, elle offre le tableau à la galerie d'art de l'université de la ville de New Haven, la Yale University Art Gallery où elle se trouve toujours.